# Allacta funebris
Allacta funebris es una especie de cucaracha del género Allacta, familia Ectobiidae. Fue descrita científicamente por Walker en 1868.

## Distribución
Esta especie se encuentra en isla de Borneo.